# گلندیل، شهرستان بولدر، کلرادو
گلندیل (به انگلیسی: Glendale) یک منطقهٔ مسکونی در ایالات متحده آمریکا است که در شهرستان بولدر، کلرادو واقع شده‌است. گلندیل ۳٫۳ کیلومتر مربع مساحت و ۶۹ نفر جمعیت دارد و ۲٬۰۷۴٫۸ متر بالاتر از سطح دریا واقع شده‌است.